# Polonosuchus
Polonosuchus — рід ранніх плазунів з ряду псевдозухій (Pseudosuchia), що існував у пізньому тріасі (карнійський ярус) в Європі. Викопні рештки знайдено в Польщі.

## Опис

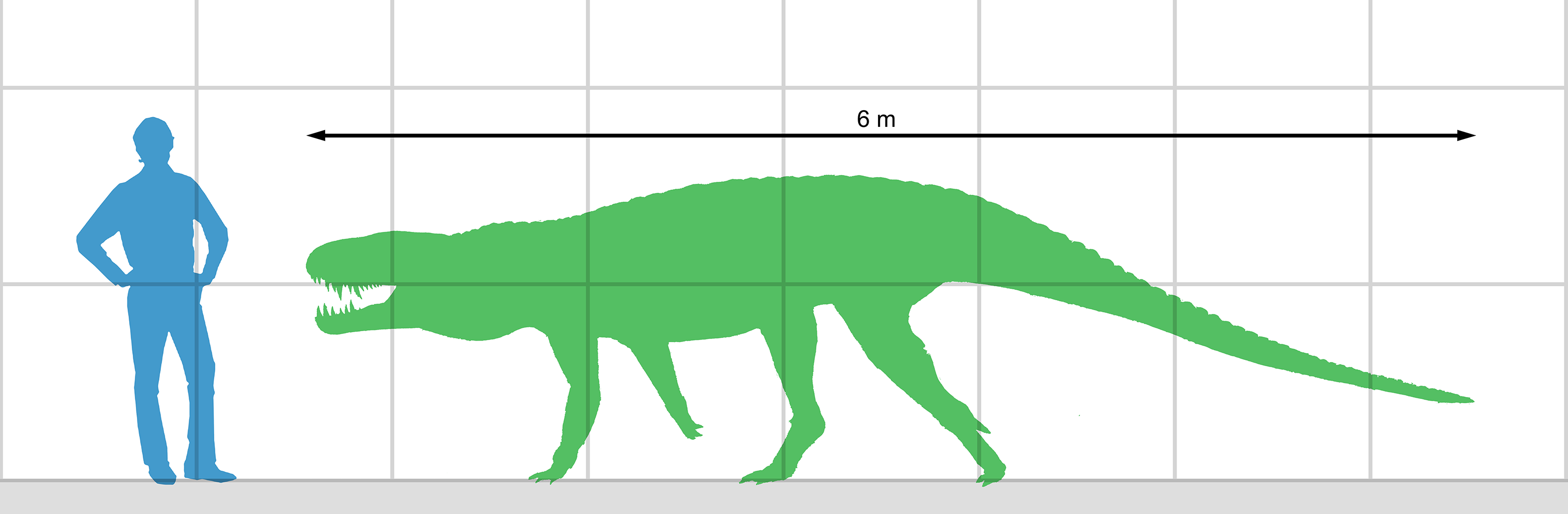
Порівняння з розмірами людини

Це був величезний хижак завдовжки близько 5-6 метрів, мав велику голову з довгими гострими зубами. Ноги розташовані майже під тілом, на відміну від більшості рептилій, що зробило б його досить швидким і потужним бігуном. Зовнішній вигляд був дуже схожий на вигляд більш відомого постозуха з Північної Америки, і він також займав екологічну нішу верхівкового хижака.